# Ахинян, Григор Мушегович
Григо́р Муше́гович Ахиня́н (арм. Գրիգոր Մուշեղի Հախինյան; 20 апреля 1926 — 1991) — армянский композитор и педагог.  Народный артист Армянской ССР (1990).

## Биография
В 1957 окончил Ереванскую консерваторию по классу Григория Егиазаряна (композиция). В 1950—1960 руководитель эстрадного оркестра. С 1960 преподаватель теоретических предметов в Музыкальном училище им. Р. О. Меликяна. С 1969 года преподавал в своей альма-матер, став в 1981 году её доцентом, а в 1989 — профессором. Среди учеников Эдуард Айрапетян. С 1974 Председатель правления Армянского отделения Музфонда СССР. Писал романсы, песни, музыку к спектаклям и фильмам. Член КПСС с 1968 года.

## Сочинения
- опера «Человек из легенды» (1970, Ереван)
- опера «Цовинар» / Ծովինար (1973)
- Вокально-хоровая композиция «Героическая поэма» (1983)
- музыкальная комедия «50 миллионов за голову» (1967)
- балет «Ахтамар» / Աղթամար (1961)
- балет «Лореци Сако»  (1961, по поэме Ованеса Туманяна)
- балет «Ивушка» (1963)
- оратория «Тондракийцы» / Թոնդրակյաններ (1967, на стихи Ваагна Давтяна)
- хореографический цикл «Времена года»
- кантата «Саят-Нова» / Սայաթ-Նովա (1963, на стихи Егише Чаренца, Ованеса Шираза и Ованеса Туманяна; всего 4 кантаты с 1963 по 1985 годы)
- 4 симфонии (1969—1983)
- увертюра «Ликование» (1960)
- поэма-рапсодия «Комитас» / Կոմիտաս (1969)
- концерт для скрипки с оркестром (1957)
- концерт для альта с оркестром (1985)

## Награды
- Заслуженный деятель искусств Армянской ССР (1972).
- Народный артист Армянской ССР (1990).
- Орден Трудового Красного Знамени (23.03.1976).